# لیستویانکا

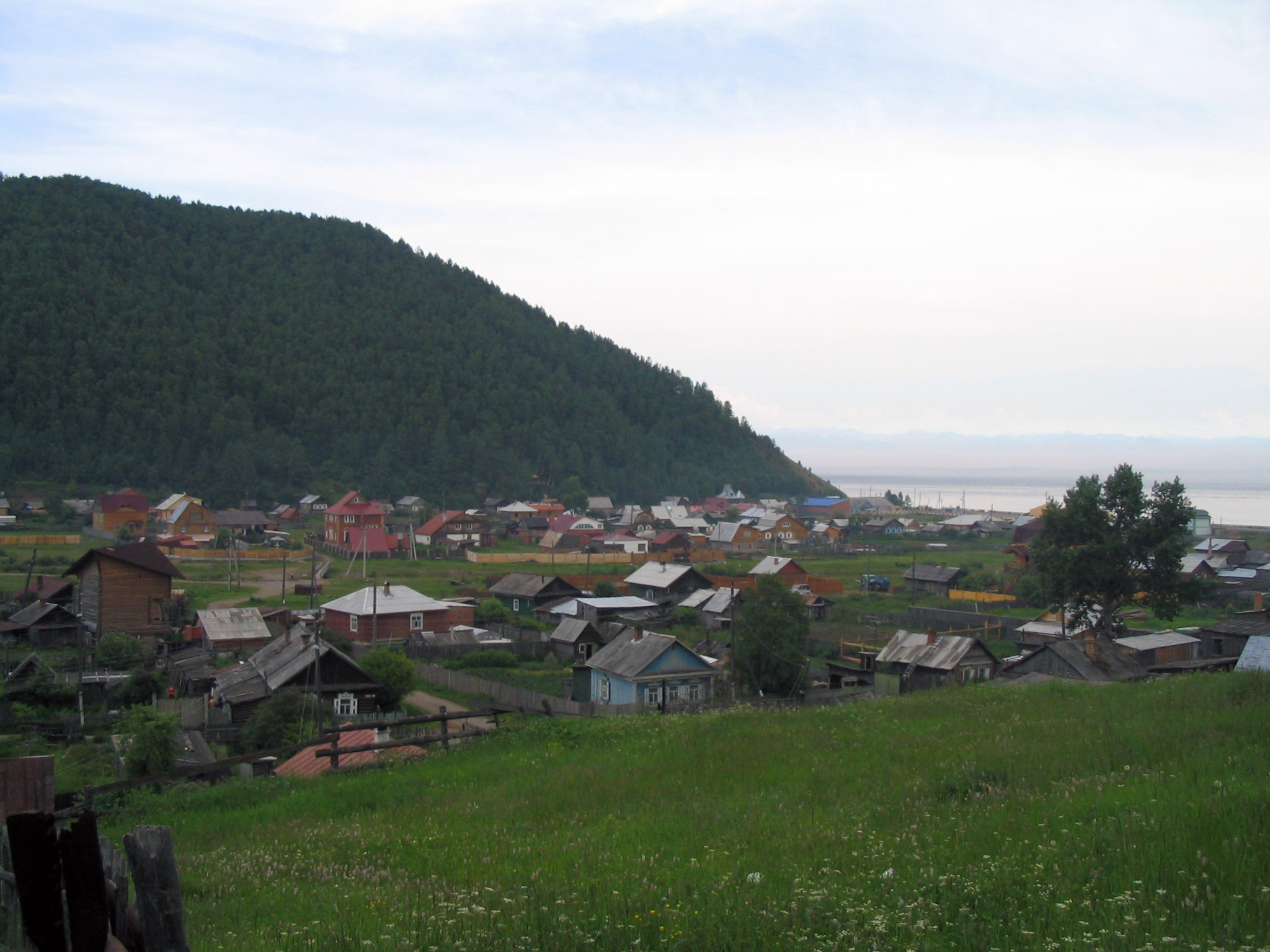
درّهٔ کرستووکا در لیستویانکا

لیستویانکا (به روسی: Листвянка) نام منطقه‌ای مسکونی و نیمه‌روستایی در منطقه تیاژین، استان کمروفو، در منطقه سیبری کشور روسیه است. این منطقه مسکونی نزدیک نقطه تلاقی رود آنگارا و دریاچه بایکال قرار دارد. بر اساس سرشماری سال ۲۰۰۲ جمعیت لیستویانکا برابر ۱۷۴۵ نفر است.
منطقه تیاژین از جمله لیستویانکا یکی از بهترین مناطق سیبری برای تولید قله‌جات، شیر و گوشت به‌شمار می‌رود.
با وجود کوچک بودن لیستویانکا، این منطقه یکی از جاذبه‌های اصلی توریستی در منطقه سیبری به شمار می‌رود. به همین علت در این منطقه هتل‌ها، رستوران‌ها و کافه‌های متعددی برای پذیرش از مسافران وجود دارد.

## مشاهیر
این روستا زادگاه فضانورد روسی الکسی لئونوف است.